# Guy Kurt Lachmann

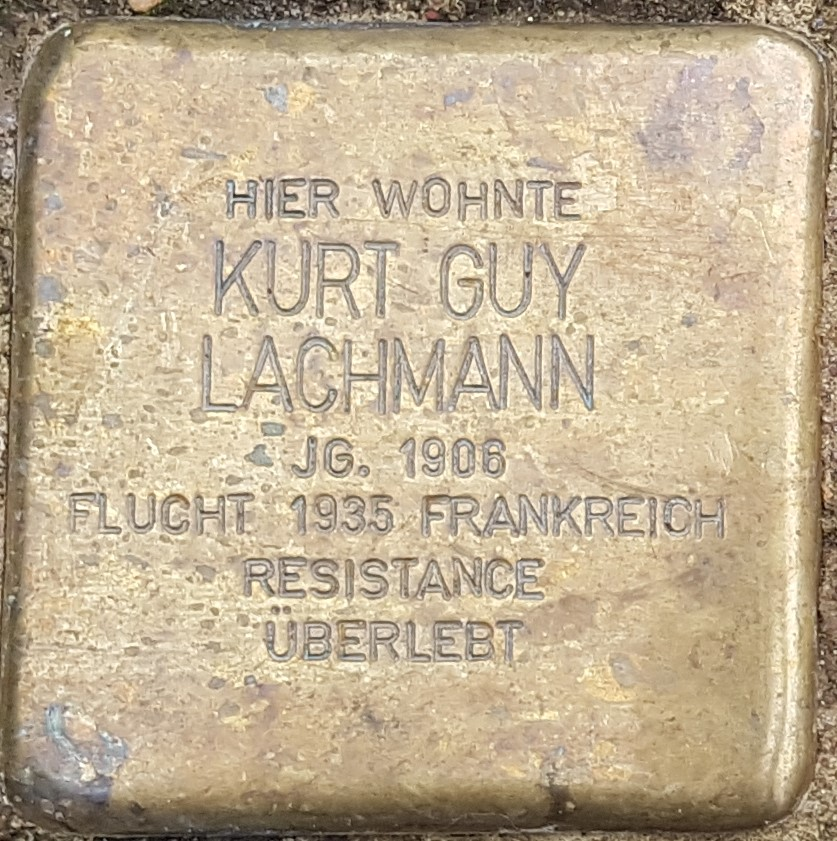
Stolperstein für Guy Kurt Lachmann

Guy Kurt Lachmann (* 5. Dezember 1906 in Neunkirchen, Saar; † 11. November 1987 in Saarbrücken) war ein jüdischer deutsch-französischer Widerstandskämpfer gegen den Nationalsozialismus. Er wurde 1948 erster Landespolizeipräsident des Saarprotektorats.

## Leben
Guy Kurt Lachmann wurde als Sohn des Neunkircher Fabrikanten Heinrich Lachmann und der Anna, geb. Mai geboren. Der Vater leitete das Familienunternehmen Menesa, das Haushaltsartikel und Aluminiumtöpfe herstellte. Lachmann „wuchs in ein bürgerlich-konservatives, jüdisches Milieu hinein“. Sein Vater war einer der wenigen mit dem Eisernen Kreuz ausgezeichneten jüdischen Frontoffiziere des Ersten Weltkriegs und zudem Mitglied der Deutsch-Saarländischen Volkspartei (DSVP). Aus Protest gegen die konservative Haltung seines Elternhauses wurde Lachmann daher Mitglied des Reichsbanners Schwarz-Rot-Gold.
Nach dem Abitur am Realgymnasium in Neunkirchen studierte Lachmann Wirtschaftswissenschaften in Frankfurt am Main und Strasbourg. 1929 wurde er Prokurist und kaufmännischer Direktor im Familienunternehmen. Nach dem Tod seines Vaters 1931, der an den Folgen seiner Kriegsverletzung starb, übernahm Lachmann die Leitung des Familienunternehmens. Neben seiner Arbeit engagierte er sich im Deutschen Sportclub von Neunkirchen, insbesondere in der Leichtathletik. Der drohende Antisemitismus in Deutschland und die Verfolgung, Bedrohung und Ausschluss jüdischer Vereinsmitglieder politisierten Lachmann endgültig. Er intensivierte sein Engagement im Reichsbanner und wurde Mitglied im Sozialistischen Schutzbund. Nach Bekanntgabe des Abstimmungsergebnisses, das 1935 eine Mehrheit von 90 % für eine Rückgliederung des Saargebiets an das Deutsche Reich ergeben hatte,  emigrierte Lachmann nach Frankreich und ließ sich in Colmar nieder, wo er als Provisionsvertreter für einen ehemaligen Kunden arbeitete.
Im Juli 1937 nahm er die französische Staatsbürgerschaft an und heiratete Alice Netter. Aus der Ehe gingen ein Sohn und eine Tochter hervor. Am 16. September 1939 wurde Lachmann in die französische Armee eingezogen. Am 12. Juni 1940 wurde er bei einem Gefecht mit der Wehrmacht schwer verletzt und kam in Kriegsgefangenschaft. Eine Amputation seines Beines konnte er jedoch erfolgreich verhindern. Er gab sich gegenüber der Geheimen Feldpolizei als Lothringer aus und konnte seine jüdischen Wurzeln erfolgreich verstecken. Im November 1940 wurde er aus der Kriegsgefangenschaft entlassen und reiste zu seiner Familie in die Vogesen. Arbeit fand er in einer Haushaltswaren-Filiale des Peugeot-Konzerns in Montbéliard. Spätestens 1941 begann die Gestapo nach ihm und seiner Familie zu fahnden. Sein Bruder Hans Lachmann wurde am 5. Mai 1944 verhaftet und in das KZ Neuengamme überstellt, wo er bis Kriegsende verblieb.
Guy Kurt Lachmann konnte jedoch einer Verhaftung entgehen. Seit 1941 war er Mitglied der Résistance (Deckname: „George Latil“). Er war unter anderem Mitglied der Francs-tireurs et partisans und bekleidete den Posten eines Sektionschefs des Comité Militaire National. Ab 1944 war er Kommandant in der Forces françaises de l’intérieur.
Nach der Befreiung Deutschlands vom Nationalsozialismus war er 1945 als Hauptmann im Stab von General Pierre Kœnig kurzzeitig Kommandant des französischen Internierungslagers Le Vernet, das nun deutsche Kriegsgefangene beherbergte. Noch im gleichen Jahr wurde er jedoch nach Deutschland abkommandiert, wo er am 10. Juni 1945 Kreiskommandant in Saarburg wurde. Am 11. März 1948 wurde er Landespolizeipräsident des Saarlandes, ein Amt, das er bis zur Ablehnung des Saar-Statuts und der Rückgliederung 1957 bekleidete.
1956 wurde er Präsident der Société Internationale de Pétrole et de Chimie in Strasbourg.
Am 8. September 2022 wurde vor seinem ehemaligen Wohnhaus in Neunkirchen ein Stolperstein verlegt.

## Ehrungen
- Bundesverdienstkreuz 1. Klasse (23. Mai 1978)[5]
- Croix de guerre
- Ritter der Ehrenlegion[3]
- In Kirkel wurde das neue Polizeizentrum nach Lachmann benannt (2023).[6]